# Henri Huvelin
Pour les articles homonymes, voir Huvelin.
Henri Huvelin, né le 7 octobre 1838 à Laon (Aisne) et mort le 10 juillet 1910 à Paris, est un prêtre français connu pour avoir participé à la conversion de Charles de Foucauld.

## Biographie
Sa mère très pieuse meurt en 1855. Son père, athée, se convertit en 1873. Ils habitent Paris rue Richer. Il fait ses études au lycée impérial Bonaparte (Condorcet). Élève brillant, Il remporte le premier prix au concours général en version grecque. Très tôt, il décide de devenir prêtre. Il fait une retraite à l'abbaye de Bellevaux. Sa vocation première fut d'abord contrariée par son père qui refusa toujours qu'il entrât à la Trappe, comme un de ses oncles qui fut trappiste à l'abbaye de Sept-Fons et qui avait refusé de prêter le serment constitutionnel, rêvant pour son fils d'une carrière universitaire prestigieuse. En attendant de suivre sa vocation, il passa avec succès trois agrégations de philosophie, grec et lettres pour s’inscrire ensuite à l’École normale supérieure où il est reçu 4e.

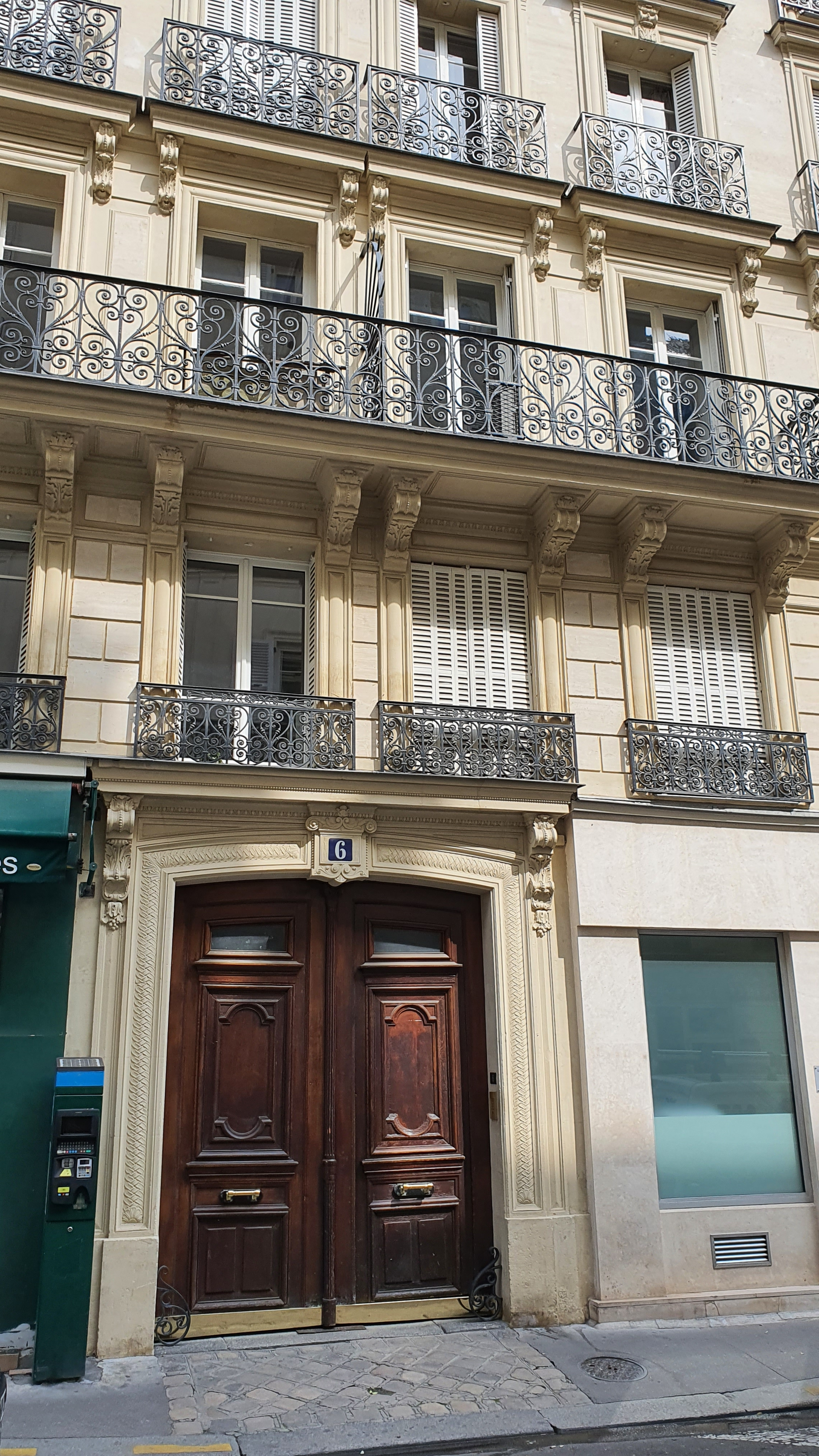
Son domicile rue de Laborde à Paris.

Il part au Séminaire français de Rome pour trois ans. Il passe à l'abbaye d'Aiguebelle. En 1865, il est nommé professeur au petit séminaire de Saint-Nicolas-du-Chardonnet. Il est ordonné prêtre le 15 juin 1867. Puis il est nommé vicaire, d'abord à Saint-Eugène-Sainte-Cécile (9e arrondissement de Paris), et en 1875 à l'église Saint-Augustin (8e arrondissement). Il est prêtre à  Saint-Eugène-Sainte-Cécile durant la Commune, puis à Saint-Augustin où il restera vicaire jusqu'à sa mort, habitant rue de Laborde. Pour mieux se consacrer aux âmes, il refuse une chaire à l'Institut catholique de Paris.
Entre 1875 à 1886, l’abbé Huvelin donna des conférences aux jeunes de 14 à 18 ans, puis des cours d’histoire de l’Église et de morale évangélique qui connut un certain succès dans cette période de la spiritualité française.

## Un confesseur célèbre
Dès 1880, Henri Huvelin, est accablé par une maladie, qui devient rapidement un martyre, mais qui ne l’empêche par de confesser à toute heure et de rayonner de la miséricorde de Dieu envers tous ceux qui viennent à lui. Malgré sa maladie, l'abbé Huvelin confesse sans arrêt : « Dans son confessionnal entouré d'un profond silence respectueux, il administre à toute heure du jour le sacrement de la réconciliation. Il écoute des heures durant les fidèles afflués de tout Paris, qui font une longue queue dans la sacristie. Sorti de l'église, son appartement du 6 rue de Laborde ne désemplit pas de gens qui défilent chez lui, assurés d'être reçus tôt ou tard. Rares sont ceux qui ayant été entendus par lui, accepteront, de leur vie, d'avoir un autre confesseur que lui. Tout ne s'arrête donc pas au moment où le sacrement est administré. Il écrit aussi beaucoup de lettres à ceux qui le prennent comme directeur de conscience. De tout cela, il ne cherche pas à tirer gloire : « Le prêtre n'est pas là pour poser des idées, mais pour aider la grâce ».

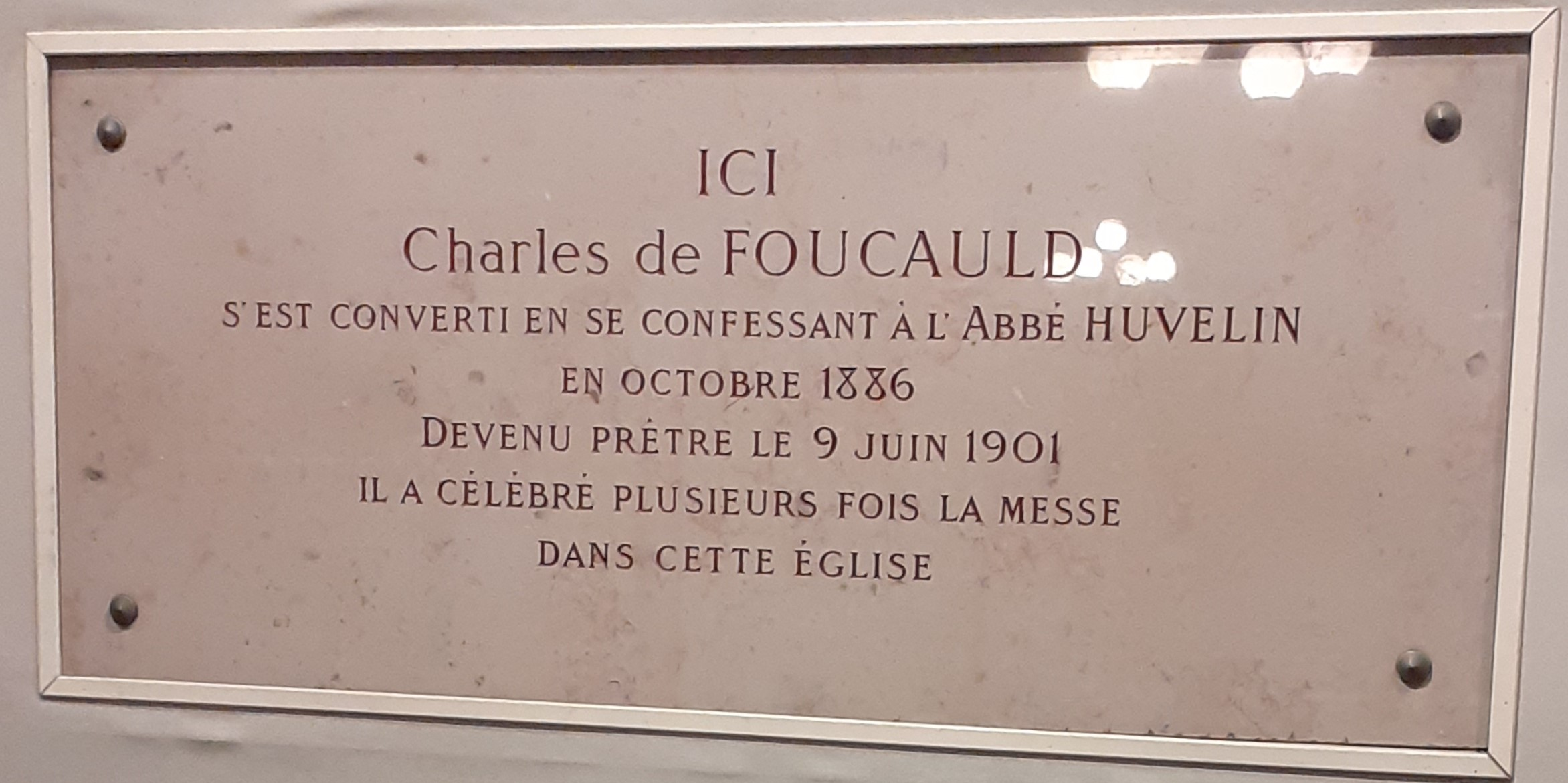
Saint-Augustin - plaque souvenir : conversion de Charles de Foucauld.

Charles de Foucauld, logeant alors rue de Miromesnil, entend parler de lui par sa tante madame Moitessier et se rend à Saint-Augustin pour le rencontrer. Il retrouve alors la beauté de la vie chrétienne et l’harmonie avec Dieu. Il le confesse et le convertit en octobre 1886 lui demandant de communier aussitôt :  une petite phrase d'un sermon de l'abbé Huvelin sur la « dernière place » guidera Charles de Foucauld toute sa vie : « Jésus a tellement pris la dernière place que jamais personne n'a pu la lui ravir ». On trouve, dans la troisième chapelle de la nef de Saint-Augustin, à droite, une plaque qui rappelle ce souvenir : « Ici Charles de Foucauld s'est converti en se confessant à l'abbé Huvelin en octobre 1886. Devenu prêtre le 9 juin 1901, il a célébré plusieurs fois la messe dans cette église ».
D’autre part, l’abbé Huvelin semble avoir été le directeur de conscience du célèbre Émile Littré à la fin sa vie, qu'il baptise sur son lit de mort,.
Il aurait aussi inspiré dans ses directions spirituelles Carl Gustav Jung dans sa démarche de recherche psychanalytique. François Laplanche note qu'Alfred Loisy l'admirait beaucoup, mais que la chose ne doit pas étonner car, selon lui, Loisy (qui considérait Huvelin comme un moderniste), malgré sa rupture avec l'Église a été un témoin de l'histoire souterraine de son temps et même de son « histoire spirituelle et mystique ».
Laplanche note au même endroit que l'abbé Huvelin fut aussi le directeur de conscience de Friedrich von Hügel, autre moderniste, à qui il écrivait aussi beaucoup, comme bien sûr à Charles de Foucauld qui apprit la nouvelle de sa mort à  Tamanrasset. Ses dernières paroles furent : « on n'aimera jamais assez ». Il mourut en juillet 1910. L'abbé Huvelin est enterré au cimetière de Montmartre le 13 juillet. Sa tombe est située à la 23e division, 18e ligne, 4 av. des carrières. Son légataire universel fut Romuald de Richemont (1860-1945), et dans ses papiers on retrouva le Modèle unique écrit par Charles de Foucauld.